# Rodzaje pozwoleń w krótkofalarstwie
Uwaga! Ten artykuł od 2024-11 opisuje nieaktualny stan prawny. Jeśli możesz, popraw treść na podstawie najświeższych informacji.
Dokładniejsze informacje o tym, co należy poprawić, być może znajdują się w dyskusji tego artykułu.
 Po wyeliminowaniu niedoskonałości należy usunąć szablon [[Szablon:Dopracować|]] z tego artykułu.
W Rozporządzeniu Ministra Administracji i Cyfryzacji z dnia 10 grudnia 2014 roku ustalone zostały następujące rodzaje pozwoleń radiowych dla służby radiokomunikacyjnej amatorskiej:

## Kategoria 1
Uprawnia do używania radiostacji amatorskich, pracujących z maksymalną mocą wyjściową nadajnika 500 W we wszystkich zakresach częstotliwości, przeznaczonych dla służby radiokomunikacyjnej amatorskiej na terytorium Rzeczypospolitej Polskiej.
Warunki wydania pozwolenia radiowego kategorii 1:
- posiadanie przez wnioskodawcę świadectwa klasy A lub B operatora urządzeń radiowych lub świadectwa równoważnego,
- posiadanie przez wnioskodawcę pozwolenia wydanego przez właściwy do tego organ zagraniczny, które nadaje uprawnienie do używania radiostacji amatorskiej pracującej z maksymalną mocą wyjściową nadajnika co najmniej 500 W, w przypadku gdy wnioskodawca nie jest obywatelem państwa będącego członkiem CEPT.

Pozwolenie kategorii 1 wydaje się na okres nieprzekraczający 10 lat.

## Kategoria 3
Uprawnia do używania radiostacji amatorskich pracujących z maksymalną mocą wyjściową nadajnika 100 W w następujących zakresach częstotliwości:
- 1810–2000 kHz,
- 3500–3800 kHz,
- 7000–7200 kHz,
- 14000–14350 kHz,
- 21000–21450 kHz,
- 28000–29700 kHz,
- 144–146 MHz,
- 430–440 MHz,
- 10–10,5 GHz.

Pozwolenie kategorii 3 wydaje się na okres nieprzekraczający 10 lat osobie fizycznej posiadającej świadectwo klasy C lub D operatora urządzeń radiowych lub świadectwo równoważne.

## Kategoria 5
Uprawnia do używania radiostacji amatorskich bezobsługowych pracujących na częstotliwościach:
- do 30 MHz z maksymalną mocą wyjściową nadajnika 50 W,
- powyżej 30 MHz z maksymalną mocą wyjściową nadajnika 15 W.

Pozwolenie kategorii 5 wydaje się na okres nieprzekraczający 5 lat osobie, która ukończyła 18 lat i posiada świadectwo klasy A lub B operatora urządzeń radiowych lub świadectwo równoważne.

## Pozwolenie dodatkowe
Uprawnia do używania radiostacji amatorskich, pracujących z maksymalną mocą wyjściową nadajnika określoną w tym pozwoleniu, nie większą jednak niż 1500 W, we wszystkich zakresach częstotliwości przeznaczonych dla służby radiokomunikacyjnej amatorskiej na terytorium Rzeczypospolitej Polskiej, w celu udziału w zawodach lub zapewnienia innego okazjonalnego przekazu informacji.
Pozwolenie dodatkowe wydaje się na okres określony we wniosku osobie posiadającej pozwolenie kategorii 1. Okres ten nie może przekroczyć 12 miesięcy.

## Informacje dodatkowe
Polskie świadectwa operatora klasy A i B są zgodne z zaleceniem CEPT T/R 61-02 (HAREC), natomiast pozwolenia radiowe są zgodne z zaleceniem CEPT T/R 61-01 i uprawniają do krótkotrwałego używania radiostacji amatorskich poza granicami Rzeczypospolitej Polskiej, w krajach które również uznają T/R 61-01.
Rozporządzenie Ministra Infrastruktury z 5 grudnia 2008 roku wycofało konieczność znajomości alfabetu Morse’a na egzaminach na radiooperatora w służbie amatorskiej.